# Halleria (Gattung)
Die Halleria ist eine Pflanzengattung, die der Familie der Stilbaceae zugerechnet wird. Sie umfasst etwa fünf Arten.

## Beschreibung
Halleria sind unbehaarte Sträucher oder kleine Bäume. Die Stängel sind aufrecht, vierseitig bis geflügelt. Die gestielten, gegenständigen, stängelständigen Laubblätter sind eiförmig oder elliptisch bis kreisförmig. Nach vorn sind sie zugespitzt mit nahezu ganzrandigen bis gezahnten Rand.
Die Blüten sind deutlich gestielt. Der Kelch ist drei- bis fünfteilig, meist jedoch vierteilig. Er ist nahezu rund oder becherförmig. Die Krone ist rot bis orange gefärbt, glockenförmig und nahezu radiärsymmetrisch, der Kronsaum ist vier bis fünfteilig und in zwei Lippen geteilt. Die Kronröhre ist gebogen oder gerade, im oberen Teil erweitert oder trichterförmig. Die vier Staubblätter stehen über die Krone hinaus. Der Fruchtknoten ist eiförmig, die Narbe ist köpfchenförmig oder zweilappig.
Die Früchte sind Beeren, sie enthalten eine Vielzahl von eingedrückten, schmal geflügelten Samen.

## Systematik und Vorkommen
Die Gattung Halleria wurde durch Carl von Linné zu Ehren des Schweizer Universalgelehrten Albrecht von Haller benannt.
Innerhalb der Gattung werden fünf Arten unterschieden, von denen drei im tropischen und südlichen Afrika und zwei auf Madagaskar vorkommen.
- Halleria elliptica L. – Südafrika, Malaŵi
- Halleria ligustrifolia Baker – Madagaskar (Syn. Halleria ilicifolia Bonati, Halleria pendula Bonati, Halleria tetragona Baker)
- Halleria lucida L. – Südafrika, Malaŵi, Tansania, Uganda (Syn. Halleria abyssinica Jaub. & Spach)
- Halleria ovata Benth. – Südafrika
- Halleria parviflora Bonati – Madagaskar.[2]